# حاج ترخان

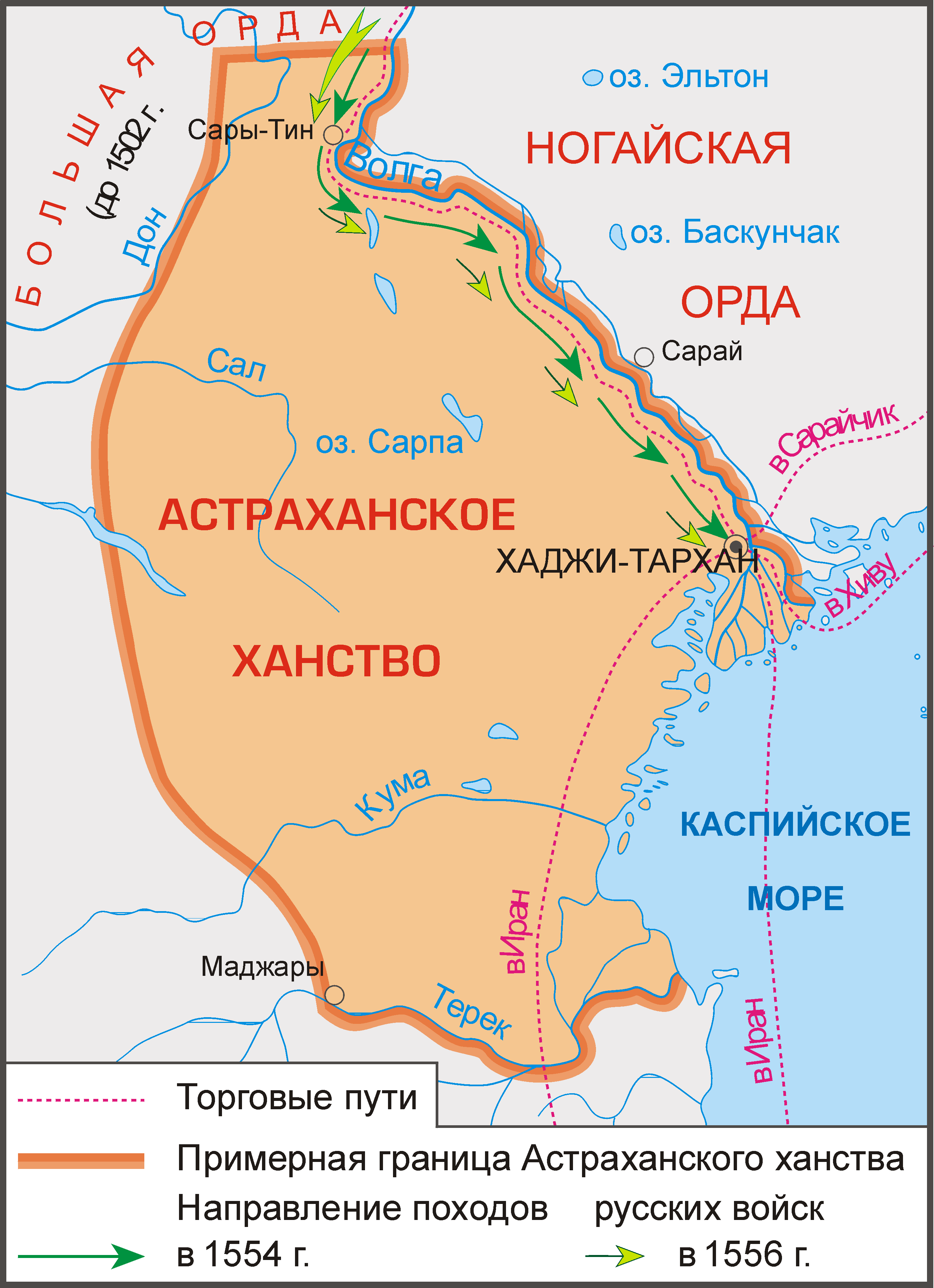

حاج ترخان أو زاتركسان (تنطق [xadʒitarˈxan])، aka حشترخان / أكتركسان ([ʌɕtʌrˈxan]) أو أستراخان، كانت مدينة في العصور الوسطى تقع في الضفة اليمنى لنهر الفولغا على بعد 12 كلم شمالا من الموقع الحالي لمدينة أستراخان. ذكرت المدينة لأول مرة في 1333 وشكلت في القرنين الثالث عشر والرابع عشر أحد المراكز التجارية والسياسية للقبيلة الذهبية. نهب تيمورلنك المدينة في 1395 وأعيد بناؤها وشكلت عاصمة خانية أستراخان في 1459. في 1547 استولى خان خانية القرم صهيب غيراي على المدينة وفي 1556 حاصرها إيفان الرابع وأحرقها.